# Bagaïevskaïa
Bagaïevskaïa (en russe : Багаевская) est une stanitsa et le centre administratif du raïon de Bagaïevskaïa (oblast de Rostov, Russie), située à 40 km à l’est de Rostov-sur-le-Don, sur les rives du Don.

## Histoire
La stanitsa est mentionnée pour la première fois en 1672 sous le nom de Bagaïevski-Gorodok (petite ville Bagaïevski). Elle étqait située sur la rive droite du Don. En 1805 la stanitsa est déplacée à son emplacement actuel pour échapper aux crues du fleuve. En 1924 la stanitsa devient le centre administratif du raçon auquel elle donne son nom.
De juillet 1942 à février 1943 Bagaïevskaïa est occupé par l’armée allemande.

## Géographie
La stanitsa Bagaïevskaïa est située sur la rive gauche du Don, en amont de l’embouchure de la rivière Manytch.

## Démographie
En 2010 la stanitsa compte 15 459 habitants.